# Universidad Loyola (Andalucía)
La Universidad Loyola, anteriormente denominada Universidad Loyola Andalucía, es una universidad privada, de la Compañía de Jesús, ubicada en Andalucía, España. Tiene tres campus: uno en Dos Hermanas; otro en Córdoba (Facultad de Ciencias Económicas y Empresariales ETEA); y otro en Granada (Facultad de Teología de Granada). 
La Universidad Loyola es miembro del Grupo Coimbra y forma parte de UNIJES, la federación que integra a las universidades y centros universitarios jesuitas de España. 
Creada en 2011, su primera promoción inició sus estudios en 2013.

## Historia
Su origen es la Facultad de Ciencias Económicas y Empresariales de Córdoba, centro docente de educación superior fundado en 1963.
Su conversión en Universidad Loyola Andalucía fue aprobada por el Parlamento de Andalucía el 23 de noviembre de 2011 en el marco de la Ley 12/2011, de 16 de diciembre, de modificación de la Ley Andaluza de Universidades, publicada en el BOJA n.º 251 del 27 de diciembre de 2011. Está registrada en el Registro de Universidades, Centros y Titulaciones del Ministerio de Educación y Ciencia con el número 081. La entidad titular y promotora de la universidad es la Fundación Universidad Loyola Andalucía, cuyo Patronato está formado por diez personas.
En septiembre de 2013 se matriculó la primera promoción. 
En 2022 se crea la Facultad de Ciencias de la Salud, ofreciendo nuevos programas como Ciencias de la Actividad Física y del Deporte, farmacia, Nutrición Humana y Dietética y Biotecnología, y se aumente la oferta en la rama de la ingeniería, impartiendo las carreras de Ingeniería mecatrónica y Robótica, Ingeniería del Software, así como siendo pionero programas de postgrados como Máster en Energías Renovables y Transición Energética, Máster Universitario en Energías y tecnologías del Hidrógeno, Máster en Inteligencia Artificial, Máster en Data Analytics y Máster en Ciberseguridad para CISO, de la mano de Telefónica Tech. 

## Campus
La universidad tiene tres campus. Uno en Dos Hermanas; otro en Córdoba (Facultad de Ciencias Económicas y Empresariales ETEA); y otro en Granada (Facultad de Teología de Granada).
El 3 de septiembre de 2019 se iniciaron las clases en el nuevo campus de la universidad en Dos Hermanas, junto al Campus Dos Hermanas-Ciudad del Conocimiento. Actualmente se encuentran en fase de construcción de un nuevo edificio (finalización programada para el curso 2023/2024).

## Facultades y escuelas
Tiene cuatro facultades y una escuela de pregrado y dos escuelas de postgrado:
- Pregrado
  - Facultad de Ciencias Económicas y Empresariales ETEA
  - Facultad de Ciencias Sociales y Humanas
  - Facultad de Ciencias Jurídicas y Políticas
  - Facultad de Teología de Granada
  - Escuela Técnica Superior de Ingeniería
  - Facultad de Ciencias de la Salud
- Postgrado
  - Loyola Másteres
  - Escuela de Doctorado
  - Loyola Executive Education

También se incluye en la oferta de la universidad una escuela de idiomas (Loyola Idiomas)

## Estudios de Grado
La universidad Loyola Andalucía ofrece estudios las siguientes ramas de estudios de grado:
- Educación
- Psicología
- Administración y Dirección de Empresas
- Economía
- Derecho
- Relaciones Internacionales
- Criminología
- Comunicación
- Ingeniería
- Salud
- Teología
- Artes Escénicas y Cinematográficas
- Creación y Producción Musical
- Diseño Digital
- Creación de Videojuegos
- Informática
- Matemáticas Aplicadas

## Becas y ayudas
La Universidad Loyola Andalucía dispone de un amplio sistema de ayudas y becas, así como de créditos y préstamos según los acuerdos que tiene suscritos la institución con diversas entidades financieras. Las becas y ayudas responden a criterios académicos y económicos y son compatibles con cualquier otra ayuda de carácter público o privado y se dividen en tres tipos: para el estudio, por causas especiales y por la excelencia académica. Las ayudas para el estudio podrán cubrir desde un nivel mínimo del precio de los estudios anuales hasta el 100% de los mismos. Pueden ser a fondo perdido (becas) o en modalidad de préstamo, el estudiante devolverá la cuantía recibida una vez finalizada la titulación y sin ningún tipo de interés. Estos son conocidos en la Institución como préstamos al honor. 
Las ayudas por causas excepcionales son concedidas para atender el pago del precio de un curso, o parte de él, cuando se ha producido una situación personal o familiar sobrevenida que hace imposible afrontar su pago por el estudiante.
Finalmente, las relativas a la excelencia académica son becas concedidas a los estudiantes cuyo rendimiento académico en el año anterior sea excelente y supere una calificación media a determinar en cada año.